# Эльдар (киноконцертный зал)
Киноконцертный зал «Эльдар» — московский киноконцертный центр с тремя залами и музейным пространством.
Центр расположен в здании бывшего кинотеатра «Казахстан» по адресу Ленинский проспект, 105 (станция метро Новаторская).

## История
История самого Киноклуба началась давно: само здание было построено в 1971 году. В нём располагался типовой кинотеатр «Казахстан» с одним залом на 1200 мест.
В 1990-е годы кинотеатр, как и многие другие, переживал трудные времена: здание сдавалось в аренду и одно время здесь располагались автомобильные и мебельные салоны.
В это же время кинорежиссёр, Народный артист СССР Эльдар Рязанов был одержим идеей создать киноконцертный центр. С данным предложением он обратился к мэру Москвы Юрию Лужкову. Он распорядился отдать здание кинотеатра «Казахстан». Правда, пришлось подождать некоторое время, пока длился договор аренды с владельцем мебельного магазина.
После того, когда здание было практически полностью передано для создания Киноклуба началась реконструкция кинотеатра, которая длилась три года.
Эльдар Рязанов принимал непосредственное участие в реконструкции здания. К оформлению Киноклуба он привлёк своих друзей и прославленных художников, среди которых Зураб Церетели, который подарил Киноклубу несколько скульптур кинорежиссёров, и Александр Борисов, являющийся художником-постановщиком многих фильмов Рязанова. Последние работы были выполнены буквально за считанное время накануне открытия Киноклуба.
25 января 2005 года Киноклуб «Эльдар» был торжественно открыт. Его открытие началось с театрального капустника. На сцене выступили друзья и коллеги Рязанова: Нонна Мордюкова, Георгий Данелия, Марлен Хуциев, Александр Ширвиндт, Людмила Гурченко, Олег Басилашвили, Сергей Соловьёв, Дмитрий Харатьян, Максим Дунаевский и многие другие. На открытии «Эльдара» также присутствовали мэр Москвы Юрий Лужков и глава Федерального агентства по культуре и кинематографии Михаил Швыдкой, который передал в дар рояль Blüthner. Вечер был снят для показа по Первому каналу.
Вопреки расхожему мнению, Киноклуб «Эльдар» не являлся собственностью Эльдара Рязанова: кинорежиссёр выступал в качестве наёмного работника государственного культурного учреждения.
После смерти Эльдара Рязанова 30 ноября 2015 года художественным руководителем Киноклуба стала его супруга Эмма Абайдуллина. Ради сохранения наследия кинорежиссёра «Эльдару» был присвоен музейный статус, и в связи с этим стал именоваться «Киноклуб-музей „Эльдар“».
2 марта 2021 года новым художественным руководителем Киноклуба стал близкий друг Эльдара Рязанова, Народный артист РФ Олег Митяев. После назначения Олега Митяева в официальных документах учреждение стало именоваться как «Киноконцертный зал „Эльдар“». Лаконичное название «Киноклуб „Эльдар“» вернулось в качестве торгового имени. Митяев являлся художественным руководителем до апреля 2024 года.
Осенью 2024 года Киноконцертный зал «Эльдар» перешёл под управление Москонцерта.

## Деятельность
С самого начала основания Киноклуба был сформирован принцип, что здесь будут самые дешёвые билеты на киносеансы по всей Москве. Демократичность цен также относилась и к творческим вечерам и концертам, и многие артисты по дружбе с Рязановым выступали за символический гонорар.
В Киноклубе «Эльдар» расположились три зала: «Большой» (на 520 мест), «Музыкальный» (на 119 мест) и «Греческий» (на 89 мест). Одновременно с Киноклубом на цокольном этаже был открыт кафе-музей «Берегись автомобиля» с пространствами в честь режиссёров Леонида Гайдая, Георгия Данелия, Аллы Суриковой и, конечно же, Эльдара Рязанова. 18 ноября 2005 года, в день рождения Рязанова, рядом с кафе-музеем «Берегись автомобиля» был открыт ресторан «Жестокий романс», в оформлении которого принял участие художник-постановщик одноимённой картины Александр Борисов.
В фойе Киноклуба расположились бронзовые скульптуры Рязанова, Гайдая и Данелия, а также портрет Чарли Чаплина (автор — Зураб Церетели). В разных уголках Киноклуба можно увидеть некоторые экспонаты из отечественных кинофильмов, среди которых созданный для кинофильма «Небеса обетованные» миниатюрный поезд, автомобиль Ford Roadster 1912 из кинофильма «Ключ от спальни» и один из 12 стульев, задействованных в экранизации Леонида Гайдая. Кроме того, в Киноклубе имеется мини-музей последнего художественного фильма Рязанова «Андерсен. Жизнь без любви».